# تاماش فاراگو
تاماش فاراگو (مجاری: Tamás Faragó؛ زادهٔ ۵ اوت ۱۹۵۲) بازیکن واترپلو اهل مجارستان بود.
وی در مسابقات کشوری و بین‌المللی در مجموع برندهٔ ۴ مدال طلا، ۳ مدال نقره، ۱ مدال برنز شده‌است.